# Fox Soccer
Fox Soccer (anteriormente Fox Soccer Channel) fue un canal de televisión por suscripción estadounidense que se centraba en programación deportiva, propiedad de News Corporation y  Fox Entertainment Group, que se especializaba en el fútbol. También mostraba el rugby y el fútbol australiano. El canal tomó su nombre el 7 de febrero de 2005, antes de esa fecha, la red se conocía como FOX Sports World, lanzado el 1 de noviembre de 1997.
FOX Soccer Plus el 11 de enero de 2010, después de que Fox Soccer readquiriera los derechos anteriormente ocupados por Setanta Sports Estados Unidos, anunció que ofrecería un servicio prémium nuevo diseñado para transmitir el más alto perfil de los juegos en las ligas europeas llamado Fox Soccer Plus. El canal se puso en marcha el 1 de marzo de 2010. Con el tiempo, estaría disponible en alta definición el 1 de agosto de 2011.
Como Fox perdió los derechos de televisión de Estados Unidos para transmitir eventos Premier League de fútbol para NBC, Fox Soccer fue reemplazado el 2 de septiembre de 2013 por FXX, una red hermana de entretenimiento de FX. Todo el resto de la programación deportiva de Fox Soccer fue desplazada a Fox Sports 1, que inició el 17 de agosto de 2013.

## Programación
El canal se centra en el fútbol en todo el mundo. Entre los países cuyos partidos que actualmente televisa:

### Reino Unido
- Los partidos en directo y el retraso en cinta cada semana desde la Premier League, además de la revista semanal (Liga Mundial), vista previa (Premier League muestra vista previa, y la Jornada) y el resumen (Premier League y los goles de revisión el domingo). Fox Sports International comparte los derechos de televisión con ESPN sobre la Liga Inglesa. Ambas redes tienen derechos exclusivos a partidos de cada semana en constante franjas horarias. Contrato corre a través de mayo de 2013.
- La apertura de la temporada con la FA Community Shield en vivo hasta agosto de 2011.
- La FA Cup hasta mayo de 2012. Alternan partidos en Fox Soccer Plus.
- La final de la Copa de la Liga.

Los partidos en casa de la Selección inglesa. Un poco de aire partidos en Fox Soccer Plus .

### Italia
En idioma inglés toda la cobertura televisiva de la Serie A la temporada 2011-2012. La cobertura es compartida con Fox Soccer Plus.

### Francia
- Se transmiten 5 partidos de la Ligue 1 cada temporada a partir de la temporada 2011-2012. Fox Soccer Plus se transmitirá 38 partidos cada temporada.

### Australia
- Un partido en vivo por semana más un paquete destaca semanal de la A-League, culminando con la final de la A-League .

### Japón
- Destaca un paquete semanal de la J1 League.

### Estados Unidos
- Major League Soccer (MLS): Derecho a un paquete de semana los partidos en directo (por lo general en las noches de viernes y sábado) hasta el año 2011. En 2012, NBC Sports adquiere los derechos de emisión actualmente en manos de Fox Soccer a través de la temporada 2014.

Para la temporada 2015 volverá a la transmisión.
- Women's Professional Soccer(WPS): Los derechos de partido semanal en vivo (por lo general en las noches de domingo) a través de la temporada 2011 con una opción para 2012.
- Los derechos exclusivos de la United Soccer Leagues partidos, entre ellos:
- Los partidos del campeonato de todas las ligas USL (USL Pro, Premier Development League, y W-League).
- Hasta tres de ellos viven del fútbol universitario partidos cada semana en septiembre y octubre a través de un convenio con la Asociación de Entrenadores de Fútbol de Estados Unidos (NSCAA). Otros partidos pueden ver en aire en Fox Sports Networks y sus afiliados.
- La final de la U.S. Open Cup (2006-2010). La competencia es el equivalente a la FA Cup inglesa.
- La selección de fútbol norteamericana en amistosos y torneos oficiales.

### Otros eventos

#### UEFA
- La cobertura en vivo de la Supercopa de la UEFA hasta agosto de 2014.
- La cobertura en vivo de la Liga de Campeones de la UEFA a través de mayo de 2015. Fox Sports Media Group tiene la selecciones de primera, segunda y tercera entrega de los partidos en directo cada noche de la competencia. Dos de los partidos en vivo originalmente aire en Fox Soccer Plus , Fox Deportes o regionales de Fox Sports Networks, con retransmisiones por Fox Soccer. DirecTV transmite todos los partidos televisados restantes.

#### CONCACAF
- La cobertura en vivo de la Liga de Campeones de la CONCACAF, incluyendo los partidos que involucran a equipos de la MLS más la final.
- La cobertura en vivo de la Copa Oro de la CONCACAF en 2011, con todos los partidos de EE. UU. más la final.

#### CONMEBOL
- La cobertura en vivo de la Recopa Fox Sports Sudamericana
- La cobertura en vivo de la Copa Toyota Libertadores y de la Copa Nissan Sudamericana.

#### FIFA
- Copa Mundial de Clubes de la FIFA de diciembre de 2010.
- Hasta el 2006, Fox Sports transmitió varios otros eventos de la FIFA. Sin embargo, ESPN tiene ahora los EE. UU. Fox Soccer tiene los derechos en lenguaje inglés para televisión de todos los eventos de la FIFA a excepción de la Copa Mundial de Clubes de la FIFA, entre 2007 y 2015.

## Fox Soccer Plus
- Serie A
- Ligue 1
- UEFA Champions League
- Football League Championship
- FA Cup
- Carling Cup
- Major League Soccer
- Bundesliga